# Choose Love
Choose Love (с англ. — «Выбирая любовь») — четырнадцатый студийный альбом Ринго Старра, выпущенный 7 июня 2005 в США лейблом Koch Records и 25 июля 2005 в Великобритании лейблом CNR Records. Записанный в течение 2004 и 2005 годов, альбом получил хорошие отзывы критиков и предшествовал очередному туру Старра и его аккомпанирующей группы, выступавшей под названием «The Roundheads».
Начав работу над альбомом с тем же составом музыкантов, с которыми он записывал альбомы Vertical Man и Ringo Rama, Старр спродюсировал альбом вместе со своим напарником, музыкантом и продюсером Марком Хадсоном. Альбом Старра не был бы таковым, если бы на нём не участвовали кто-либо из его знаменитых приятелей и знакомых — и Choose Love не стал исключением: как наиболее известных можно назвать клавишника Билли Престона и певицу Крисси Хайнд.
Первоначально Choose Love был выпущен как комбинированный двусторонний диск: на одной стороне CD с альбомом, на другой стороне — DVD с видеофильмом о создании альбома (как бонус).
Альбом провалился в чартах в Великобритании; не попал он и в чарт США — куда и Vertical Man, и Ringo Rama попадали (хотя и на довольно низкие места).

## Список композиций
Авторы всех песен — Ричард Старки, Марк Хадсон, Gary Burr, Steve Dudas и Dean Grakal, кроме указанных особо.
1. «Fading In Fading Out» (Ричард Старки, Марк Хадсон, Gary Burr) — 3:57
2. «Give Me Back the Beat» — 3:54
3. «Oh My Lord» — 5:32
  - «отклик» на песню Джорджа Харрисона «My Sweet Lord», обрамлённый с начала и с конца (англ. bookended) оригинальной демозаписью его песни в исполнении Старра
  - Билли Престон — электроорган
4. «Hard to Be True» (Старки, Хадсон, Burr) — 3:28
  - Билли Престон — бэк-вокал
5. «Some People» — 3:18
6. «Wrong All the Time» (Старки, Хадсон, Burr) — 3:39
  - Билли Престон — электроорган
7. «Don’t Hang Up» (Старки, Хадсон, Burr) — 3:27
  - Крисси Хайнд и Ринго Старр — ведущий вокал
8. «Choose Love» (Старки, Хадсон, Burr) — 3:08
9. «Me and You» (Старки, Хадсон, Steve Dudas) — 2:15
10. «Satisfied» (Старки, Хадсон, Gary Nicholson) — 3:19
11. «The Turnaround» — 3:54
12. «Free Drinks» — 4:47
  - включает (как «скрытый трек») короткую безымянную музыкальную пьесу, следующую после окончания трека

## Участники записи
- Ринго Старр — ведущий вокал, барабаны, перкуссия, орган, Intro/Outro Demo Tape в «Oh My Lord», Loop в «Free Drinks»
- John Amato — саксофон
- Gary Burr — акустическая гитара, электрогитара, бас-гитара, бэк-вокал
- Jim Cox — фортепиано, аранжировка
- Steve Dudas — акустическая гитара, электрогитара, слайд-гитара, бэк-вокал
- Dean Grakal — бэк-вокал
- Gary Grant — трубы
- Dan Higgins — трубы, саксофон, деревянные духовые музыкальные инструменты (Woodwinds)
- Марк Хадсон — акустическая гитара, электрогитара, бас-гитара, клавишные, губная гармоника, бэк-вокал
- Крисси Хайнд — ведущий вокал (вместе со Старром) в «Don’t Hang Up»
- Mark Mirando — электрогитара, бэк-вокал
- Билли Престон — фортепиано, электроорган B3, бэк-вокал
- Robert Randolph — электрогитара
- Барбара Старки — «дьявольский голос» (Devil Voice) в «The Turnaround»
- The Rose Stone Choir — хор в «Oh My Lord»; аранжировка для хора — Rose Stone